# Aeroportul Marinduque
Aeroportul Marinduque (IATA: MRQ, ICAO: RPUW) este un aeroport din Gasan⁠(d), Marinduque⁠(d), Mimaropa⁠(d), Filipine ce deservește zona Gasan⁠(d). Aeroportul a fost tranzitat în 2021 de 740 de pasageri.
Situat la o altitudine de 5 m, aeroportul dispune de o singură pistă. Este operat de Civil Aviation Authority of the Philippines⁠(d).